# F. W. Micklethwaite
Frank William Micklethwaite (1849–1925) était un photographe canadien de renom, professionnellement connu sous le nom F. W. Micklethwaite, dont les photographies de Toronto et de la région de Muskoka forment une archive photographique unique et importante de l'histoire de la province de l'Ontario à la fin du XIXe siècle et au début du XXe siècle. Micklethwaite se spécialise dans la photographie extérieure, dans les paysages, ainsi que dans la photographie d'architecture et commerciale. Ses images de Toronto sont reconnues pour rendre les paysages urbains du XIXe siècle.

## Biographie

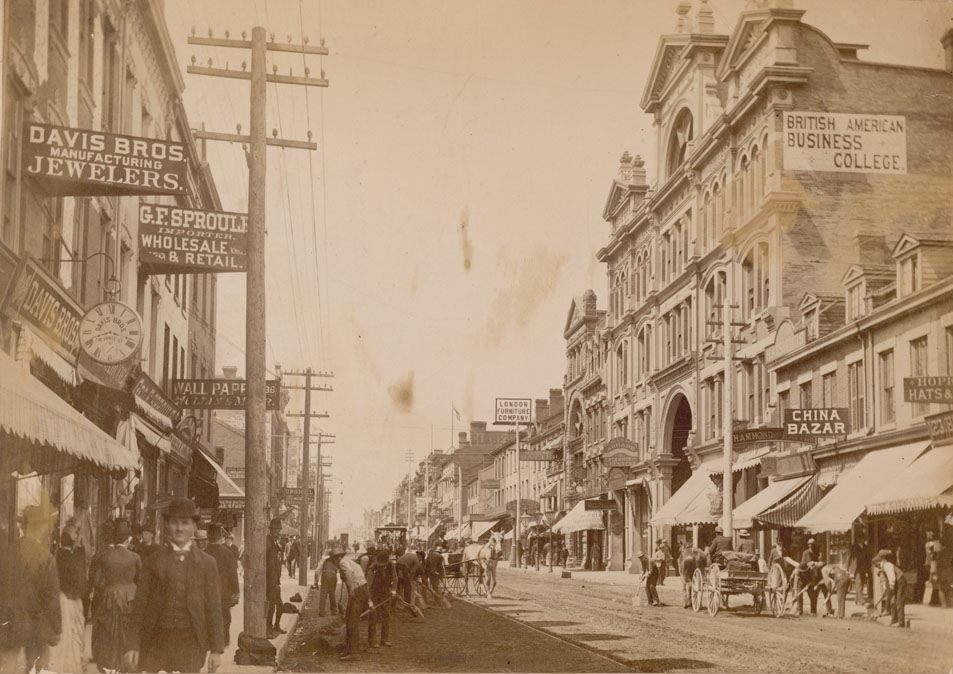
Photographie de la rue Yonge par F.W. Micklethwaite, circa 1885

Micklethwaite est né à Ashton-under-Lyne, Lancashire en Angleterre, le 13 mars 1849. Sa famille a émigré en Irlande dans les années 1850, où son père, William Barton Micklethwaite, pratique la photographie à Newry, comté de Down,. Le plus jeune des Micklethwaite étudie la photographie alors qu'il était en Irlande, puis a émigré à Toronto vers 1875. Après avoir travaillé pendant trois ans comme relecteur pour le journal The Mail, il ouvre une entreprise de photographie commerciale au 22, Queen Street West en 1878. Plus tard, il ouvre un studio, dont l'emplacement change fréquemment jusqu'à ce qu'il s'établisse au 243 rue Yonge en 1910. Micklethwaite également s'installa à Port Sandfield chaque été. Il prit des milliers de photos de la région des lacs Muskoka et villégiateurs fortunés.
Micklethwaite est décédé le 5 décembre 1925, et est enterré dans le cimetière Mount Pleasant à côté de sa femme, Ruth. L'entreprise de photographie a été léguée à son fils aîné Fred Micklethwaite jusqu'en 1941, avant de le transmettre à son fils, John Harold Micklethwaite, la quatrième génération de Micklethwaite dans le domaine de la photographie. John était un photographe professionnel à Toronto jusqu'à sa propre mort en 1983,.
Beaucoup de photographies de F. W. Micklethwaiteaite sont détenues par la Bibliothèque et Archives du Canada et par les archives de la Ville de Toronto. Les Archives publiques du Canada, l'institution prédécesseur à la Bibliothèque et Archives du Canada, a tenu une exposition de l'œuvre de Micklethwaite en  1978, et un volume de ses photographies Muskoka a été publié en 1993.

## Galerie

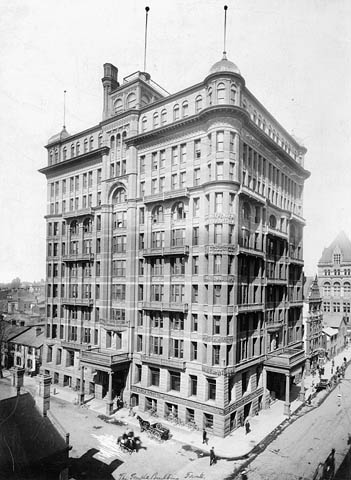
Édifice Temple
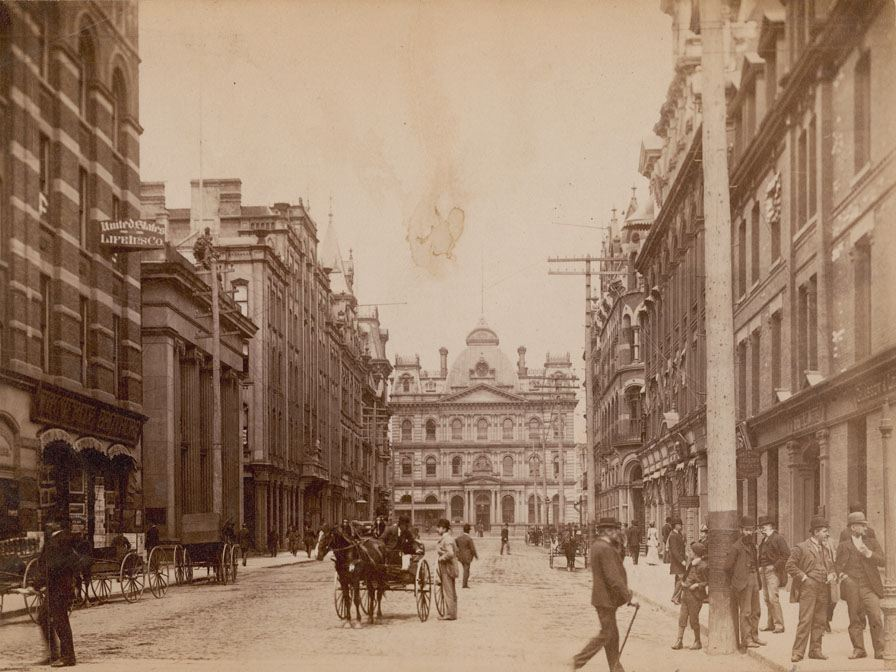
Rue Toronto 1890
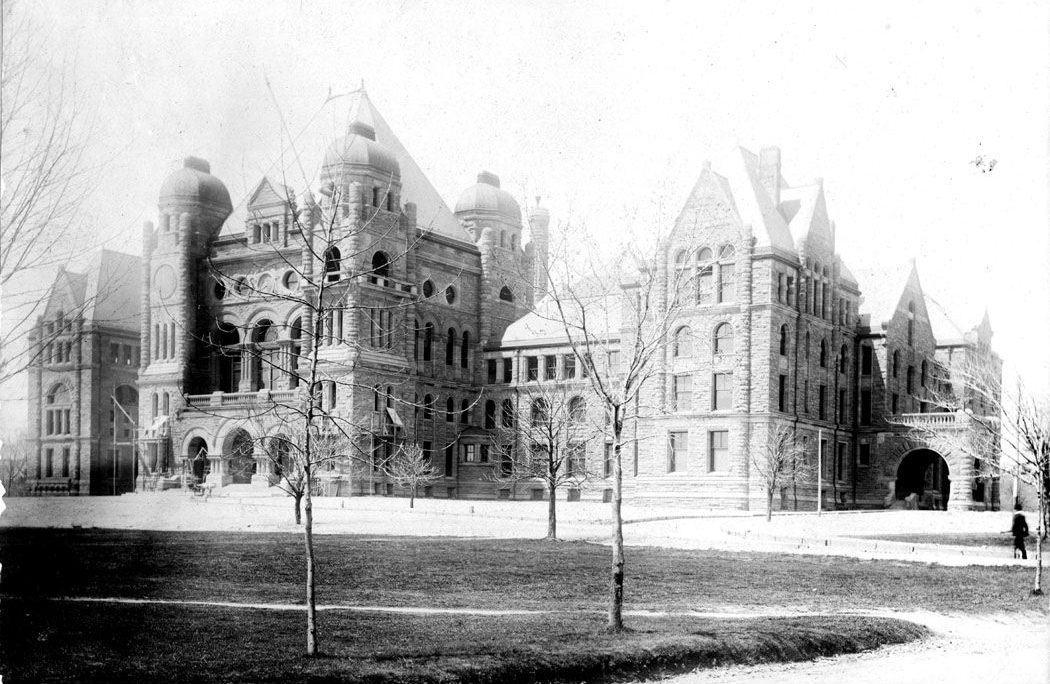
Assemblée législative de l'Ontario
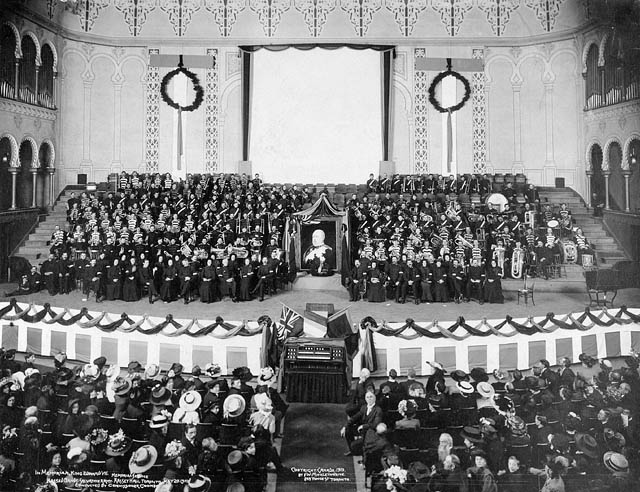
En mémoire du roi Édouard VII, au Massey Hall